# KRTAP4-11
KRTAP4-11 (англ. Keratin associated protein 4-11) – білок, який кодується однойменним геном, розташованим у людей на 17-й хромосомі. Довжина поліпептидного ланцюга білка становить 195 амінокислот, а молекулярна маса — 20 927.
| 10         |  | 20         |  | 30         |  | 40         |  | 50         |
| ---------- |  | ---------- |  | ---------- |  | ---------- |  | ---------- |
| MVNSCCGSVC |  | SHQGCGRDLC |  | QETCCRPSCC |  | ETTCCRTTYC |  | RPSCCVSSCC |
| RPQCCQSVCC |  | QPTCCRPRCC |  | ISSCCRPSCC |  | VSSCCKPQCC |  | QSMCCQPTCC |
| RPRCCISSCC |  | RPSCCVSSCC |  | RPQCCQSVCC |  | QPTCCHPSCS |  | ISSCCRPSCC |
| ESSCCRPCCC |  | LRPVCGRVSC |  | HTTCYRPTCV |  | ISSCPRPLCC |  | ASSCC      |

A: Аланін

C: Цистеїн

D: Аспарагінова кислота

E: Глутамінова кислота

G: Гліцин

H: Гістидин

I: Ізолейцин

K: Лізин

L: Лейцин

M: Метіонін

N: Аспарагін

P: Пролін

Q: Глутамін

R: Аргінін

S: Серин

T: Треонін

V: Валін